# Atrakcje turystyczne Berlina

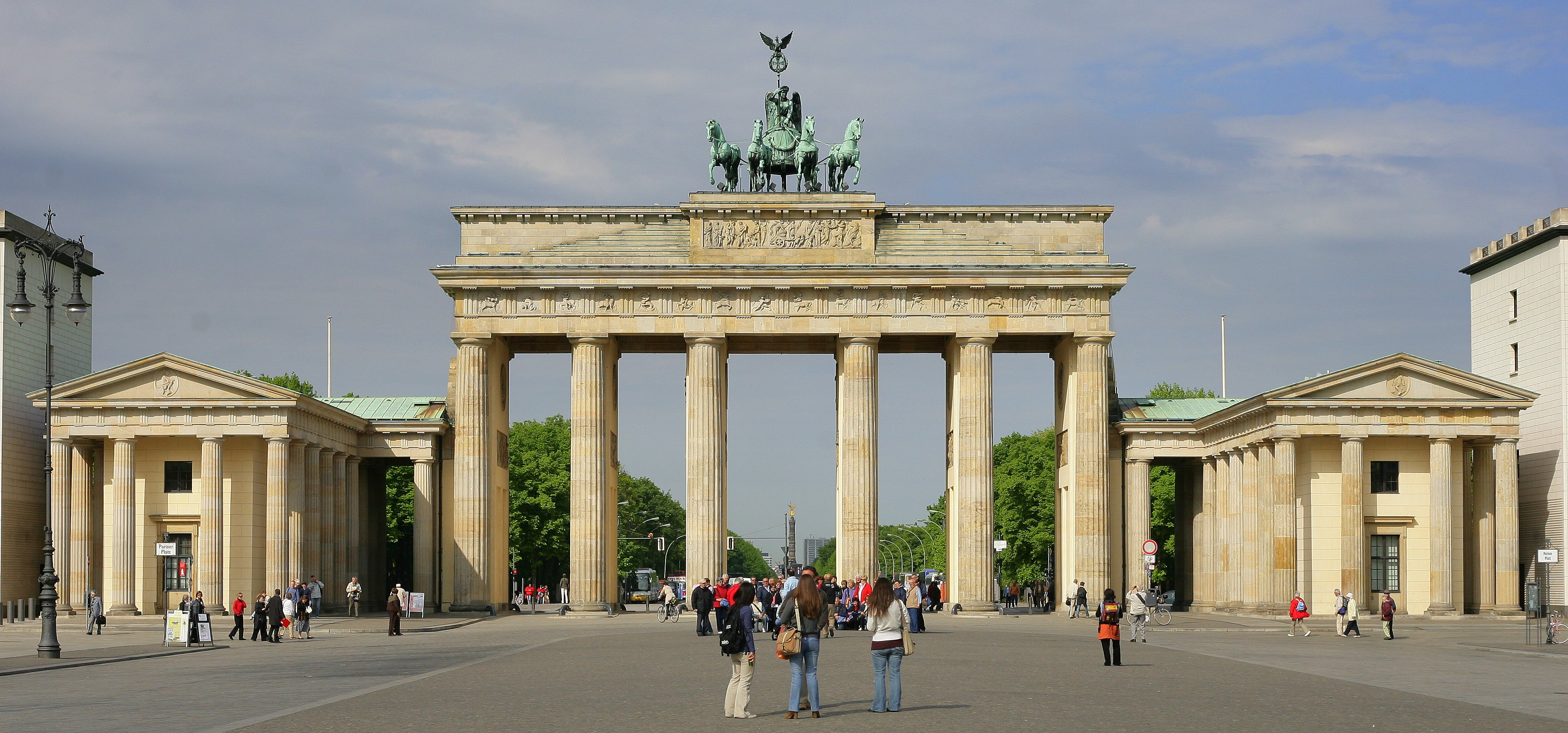
Brama Brandenburska

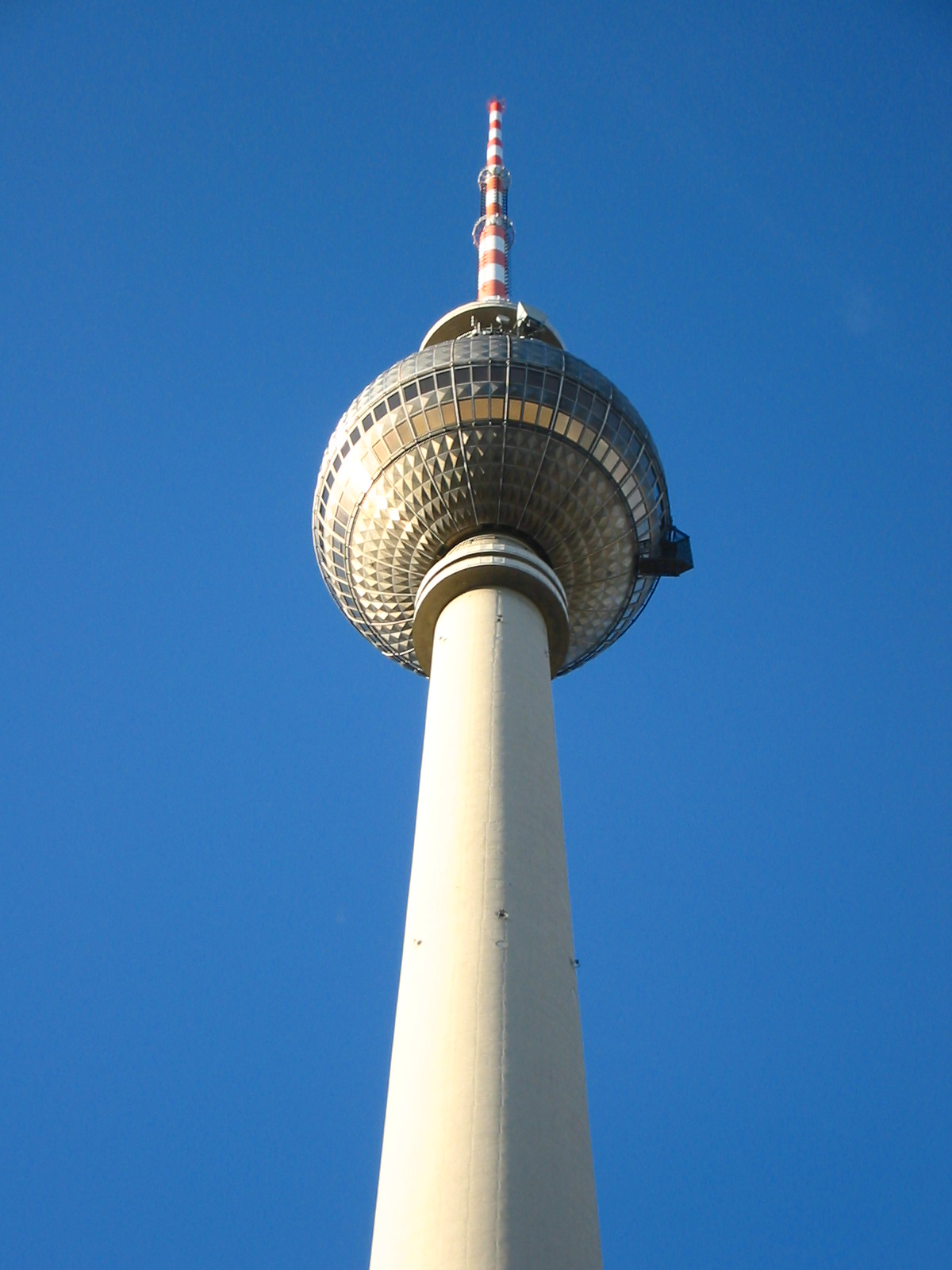
Berliner Fernsehturm – wieża telewizyjna

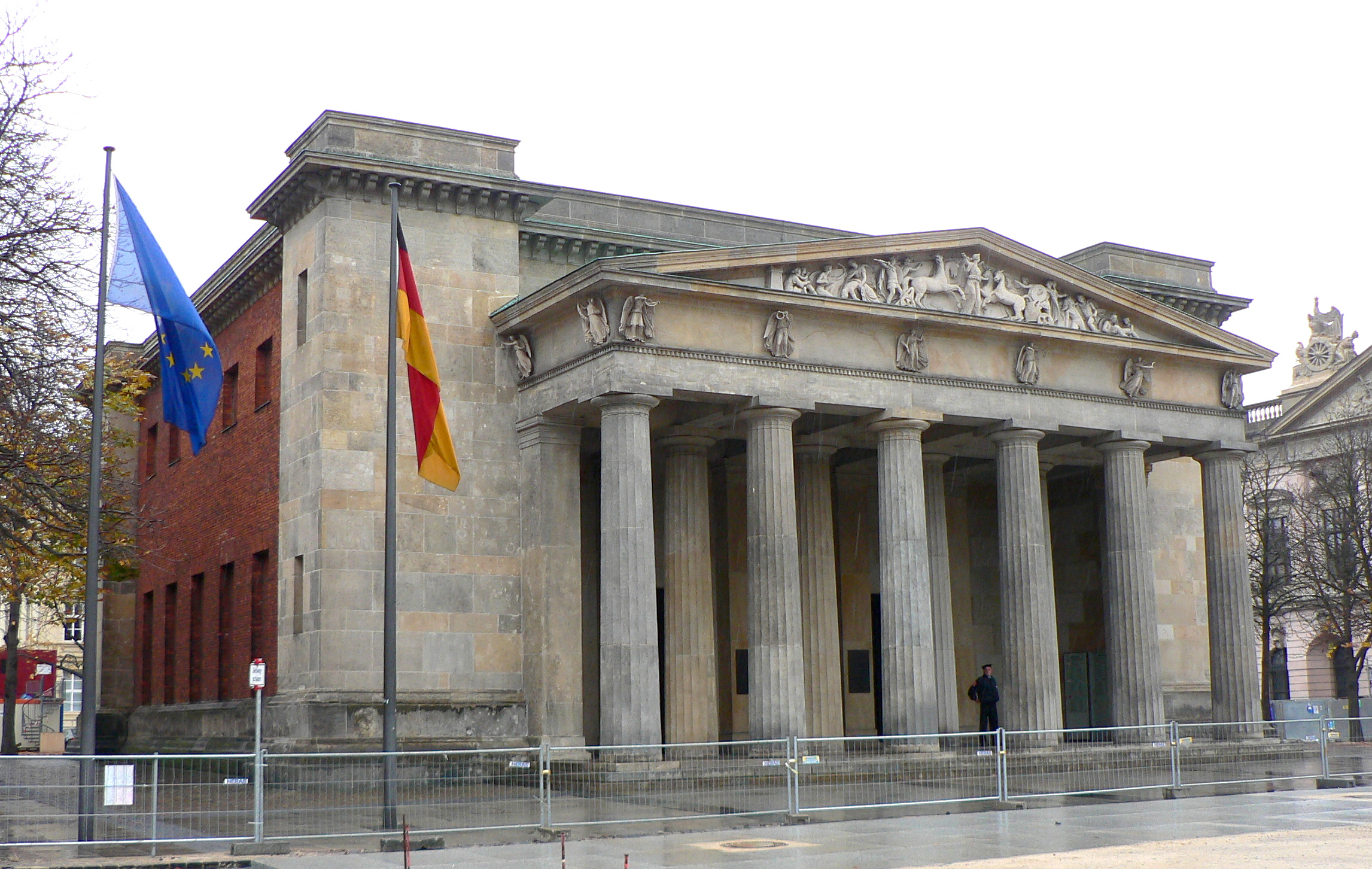
Nowy Odwach

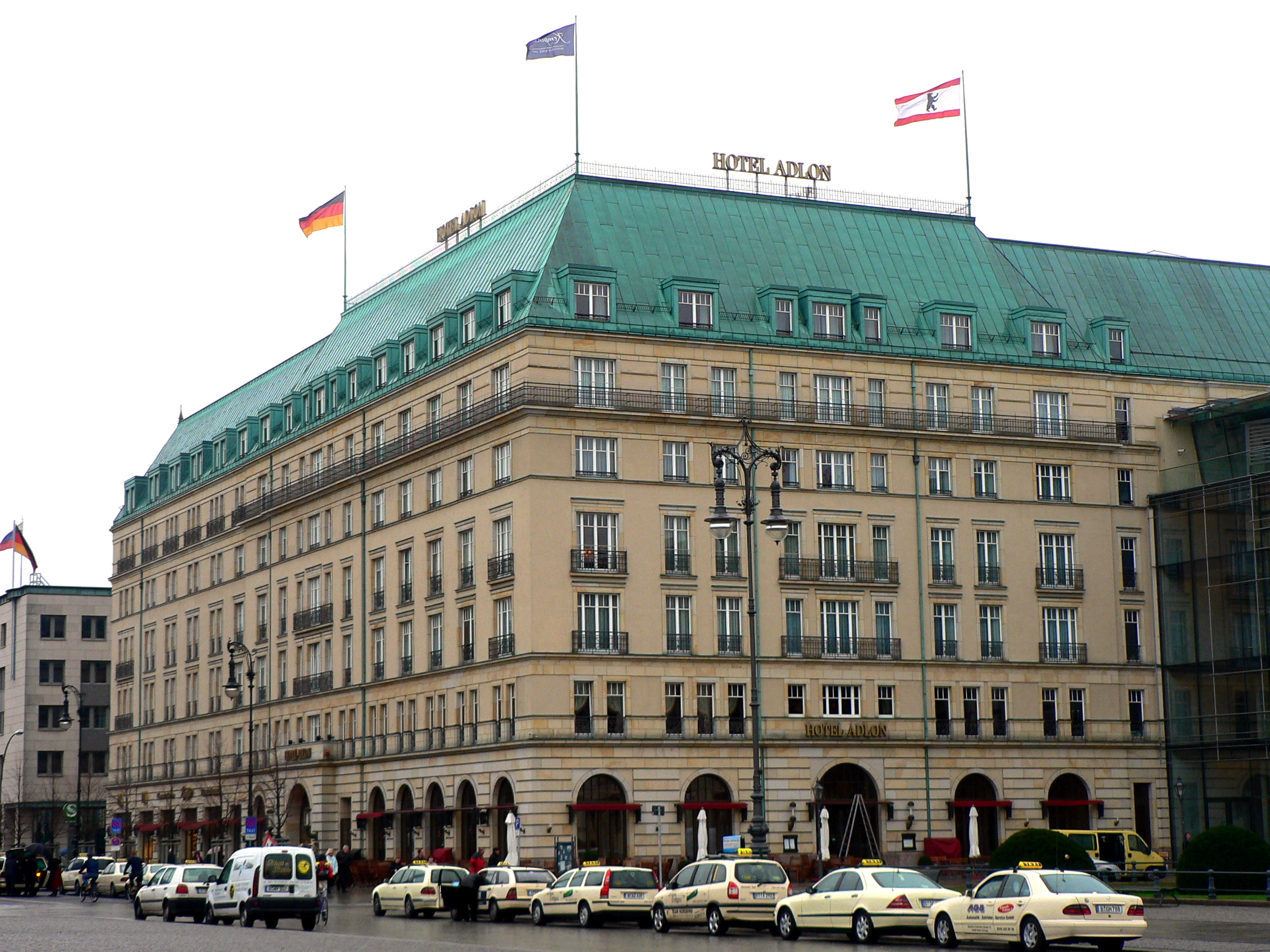
Hotel Adlon

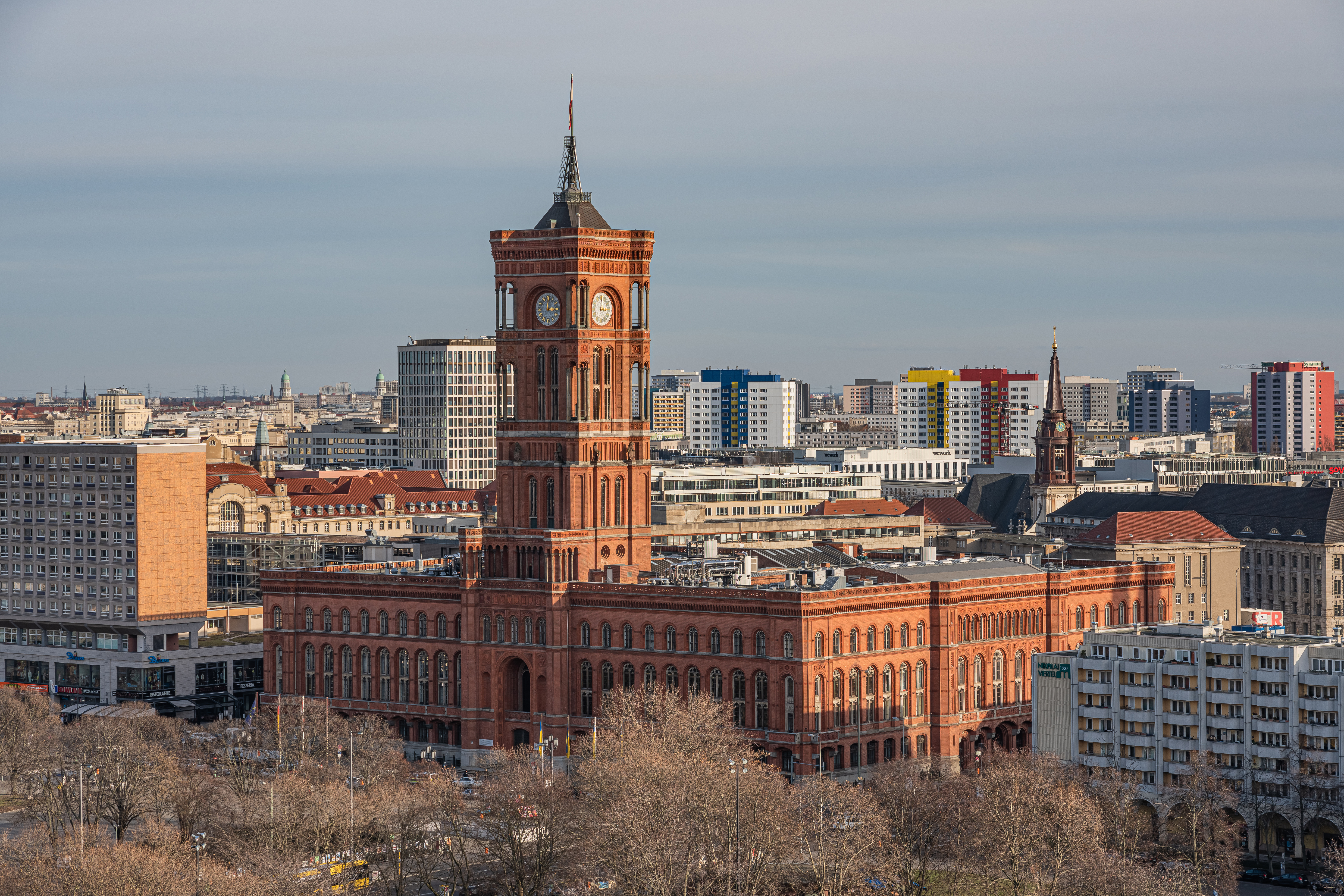
Czerwony Ratusz

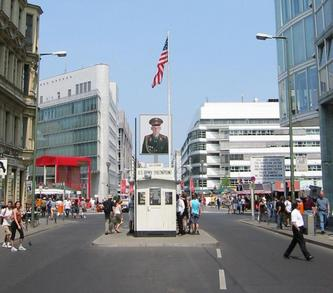
Checkpoint Charlie

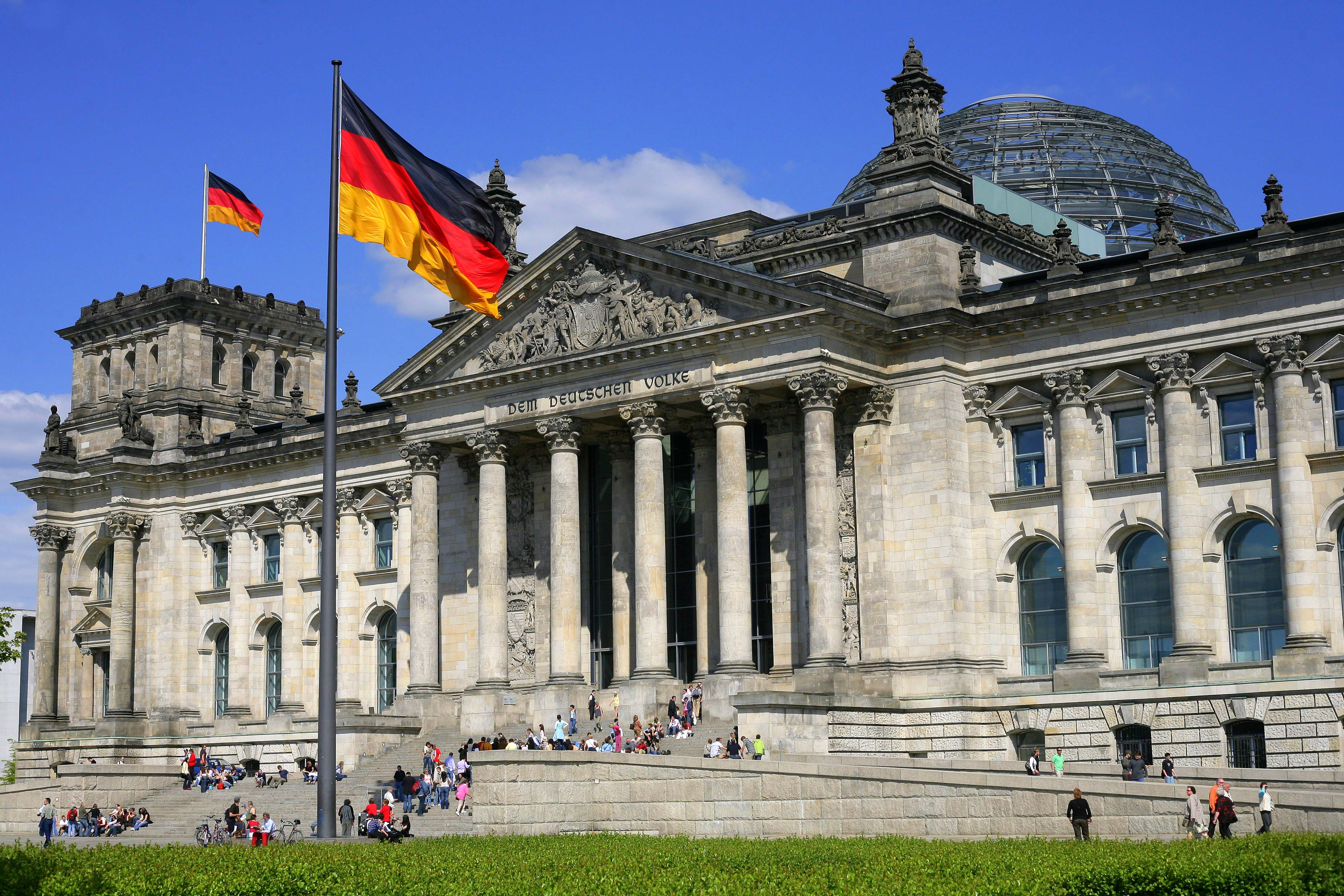
Gmach parlamentu Rzeszy – siedziba Bundestagu

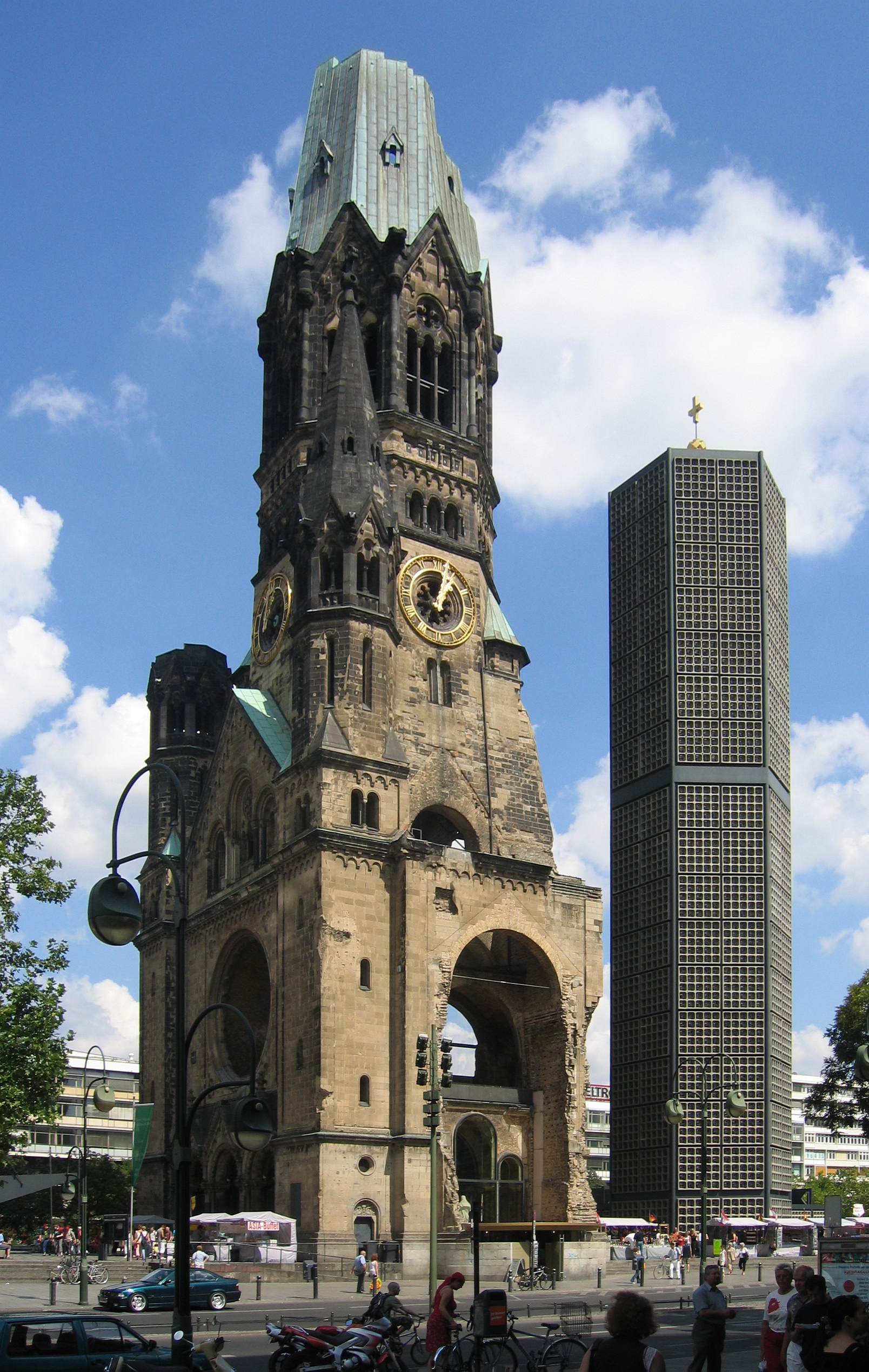
Kościół Pamięci

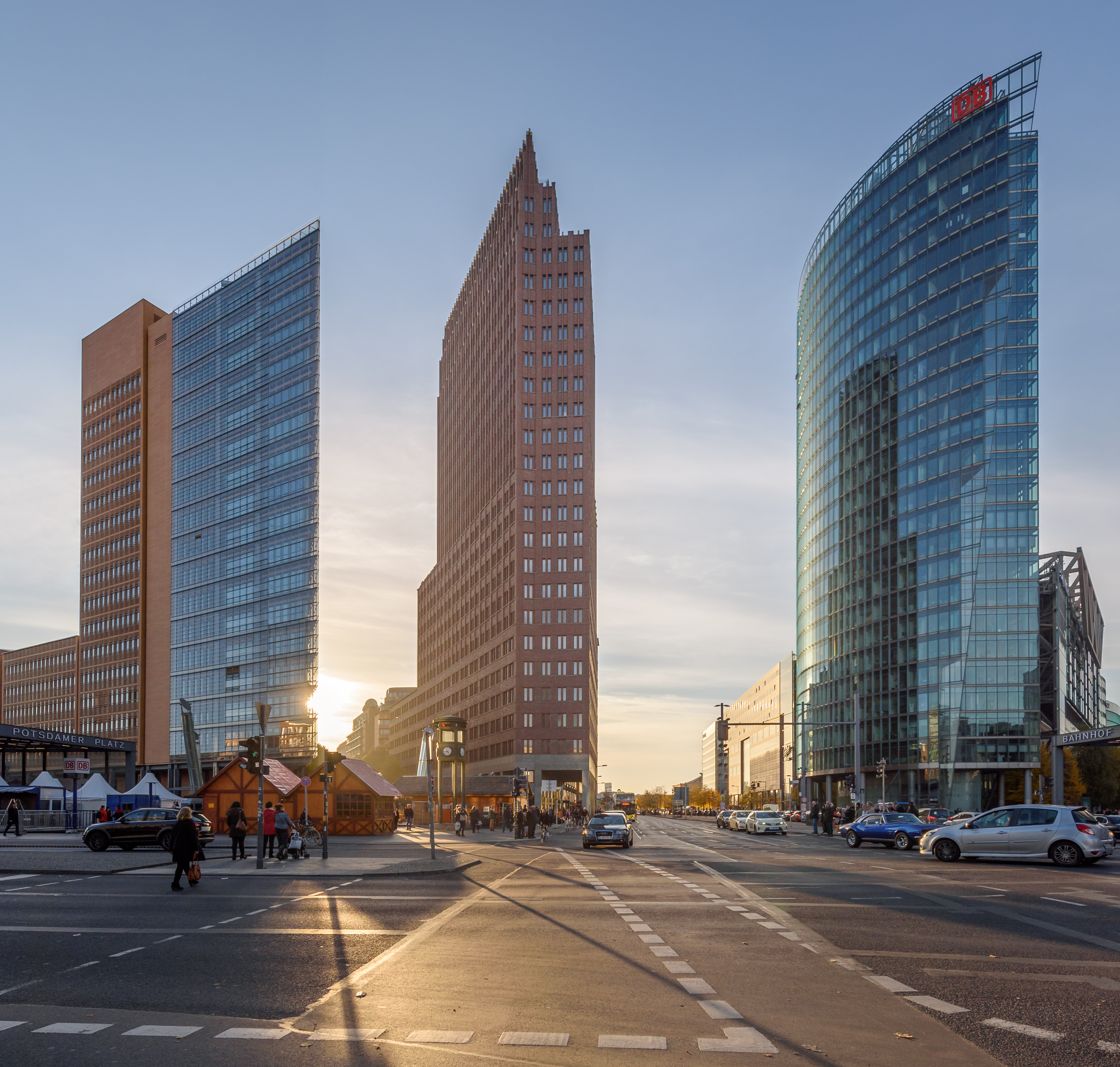
Plac Poczdamski

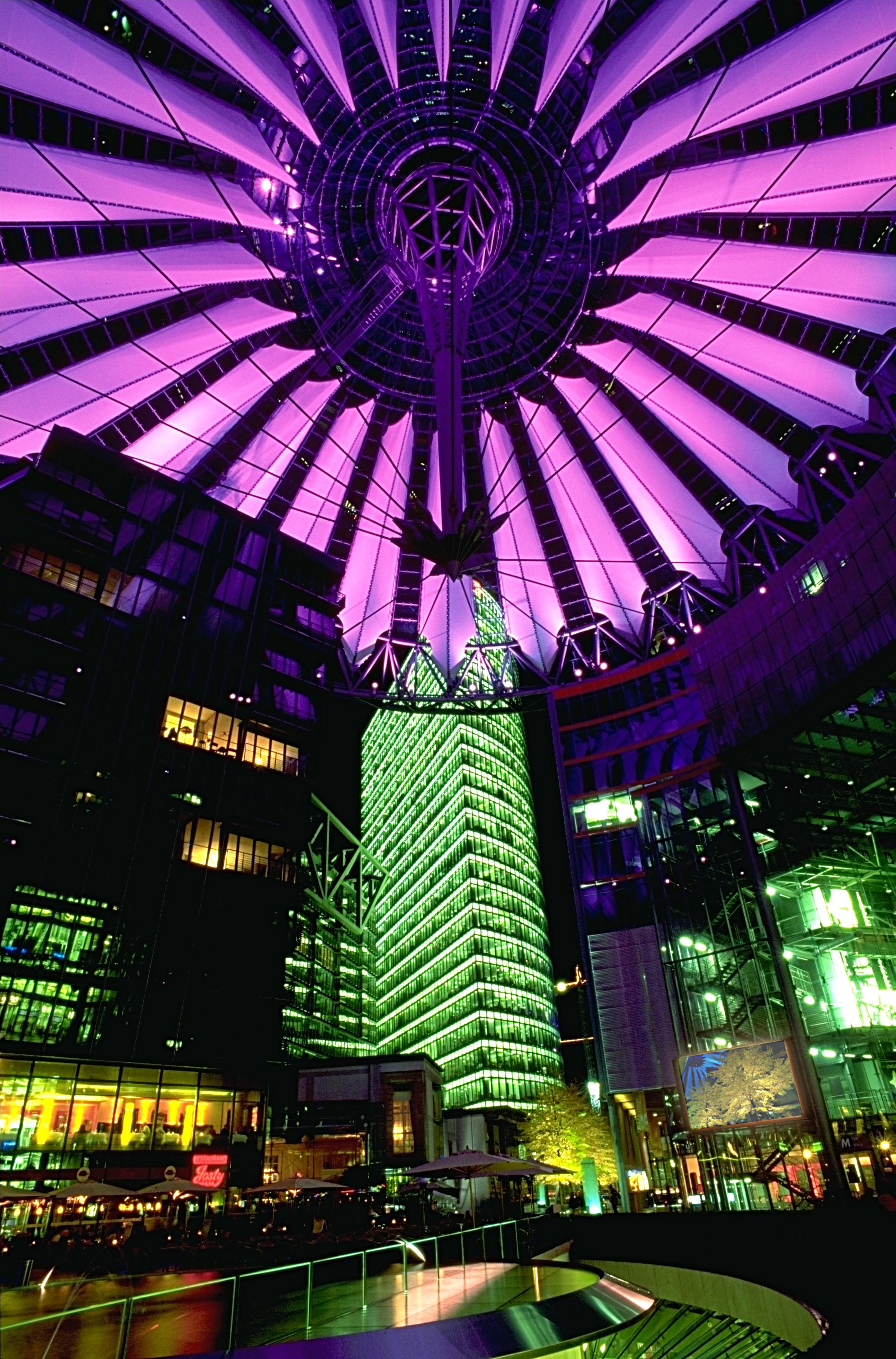
Wnętrze głównego gmachu Sony Center

Pałac Charlottenburg

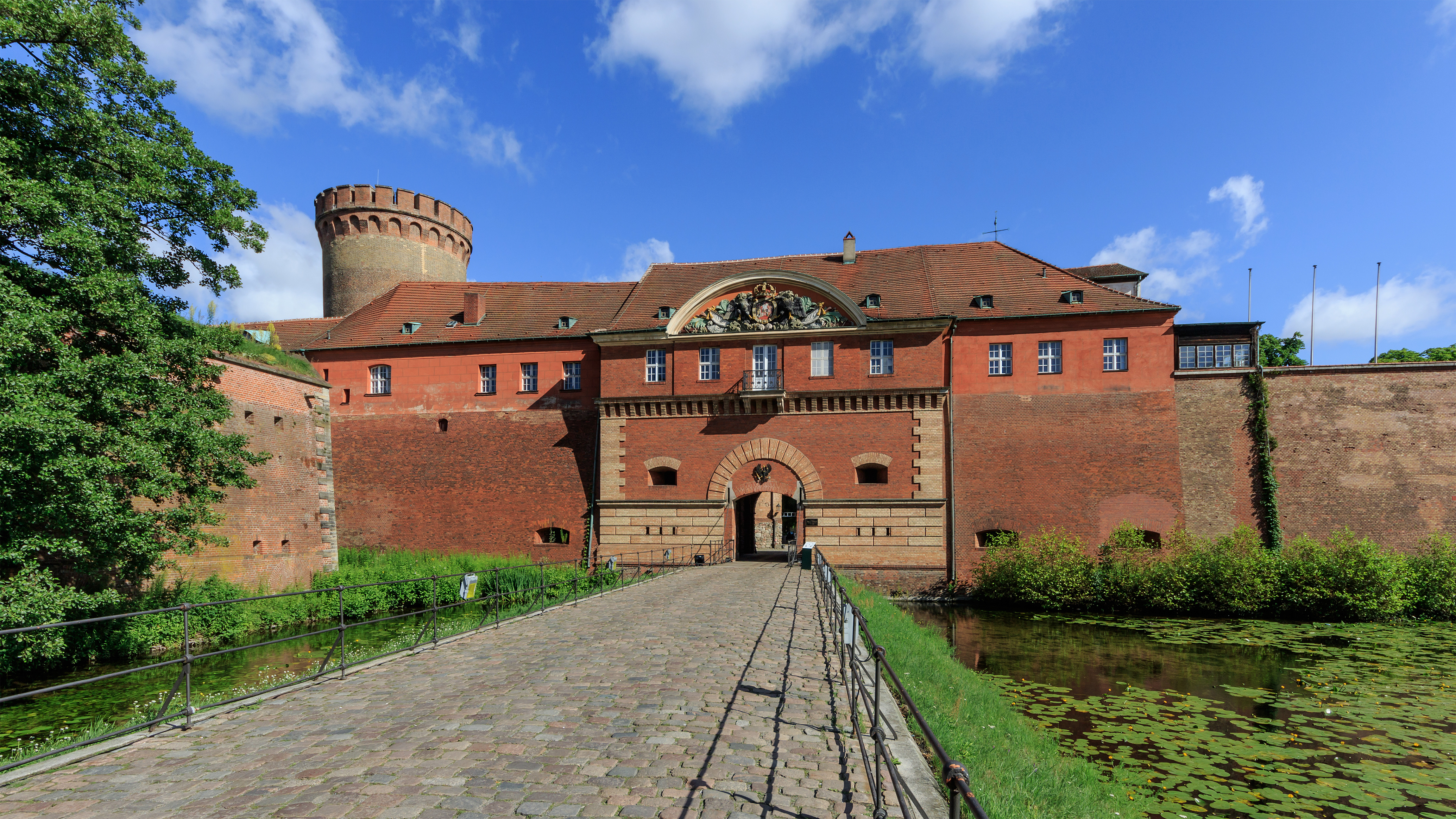
Cytadela Spandau

Atrakcje turystyczne Berlina – lista atrakcji turystycznych w Berlinie.

## Centrum Berlina

### Wschodnia część centrum
- Wyspa Muzeów – wyspa, na której znajduje się jeden z ważniejszych kompleksów muzealnych na świecie z następującymi muzeami:
  - Muzeum Bodego
  - Muzeum Pergamońskie
  - Stara Galeria Narodowa
  - Nowe Muzeum
  - Stare Muzeum

Ponadto na wyspie znajdują się również takie obiekty, jak:
- - Katedra berlińska – ewangelicka katedra zbudowana w latach 1894–1905
  - Lustgarten – park pomiędzy Starym Muzeum, katedrą berlińską i odbudowywanym zamkiem berlińskim
  - Schloßplatz
  - Schloßbrücke
  - Jungfernbrücke
- Unter den Linden – jedna z głównych ulic Berlina.
  - Kommandantenhaus – siedziba koncernu mediowego Bertelsmann
  - Zeughaus – siedziba Niemieckiego Muzeum Historycznego (Deutsches Historisches Museum)
  - Nowy Odwach
  - Kronprinzenpalais
  - Prinzessinnenpalais
  - Staatsoper Unter den Linden
  - Pomnik konny Fryderyka Wielkiego
  - Katedra św. Jadwigi
  - Alte Bibliothek
  - Altes Palais
  - Uniwersytet Humboldta
  - Biblioteka Państwowa
  - Ambasada Rosji
- Brama Brandenburska i Pariser Platz
  - Hotel Adlon
  - Ambasada Francji(inne języki)
  - Ambasada Stanów Zjednoczonych
  - Akademia Sztuk Pięknych
- Alexanderplatz i Nikolaiviertel(inne języki)
  - Berliner Fernsehturm – wieża telewizyjna
  - Urania-Weltzeituhr
  - Haus des Lehrers
  - Czerwony Ratusz (Rotes Rathaus)
  - Fontanna Neptuna (Neptunbrunnen)
  - Marx-Engels-Forum
  - AquaDom – największe akwarium świata
  - Muzeum NRD
  - Hanfmuseum(inne języki) – jedyne w Niemczech muzeum mieszczące stałą wystawę na temat konopi
  - Alte Stadtmauer przy Klosterstraße
  - Kościół Mariacki
  - Kościół św. Mikołaja
- Karl-Marx-Allee
- Friedrichstraße
  - Galeries Lafayette
  - Checkpoint Charlie
  - Friedrichstadt-Palast
  - Dom Sztuki Tacheles (Künstlerhaus Tacheles)
- Gendarmenmarkt
  - Konzerthaus
  - Katedra Niemiecka
  - Katedra Francuska
- Spandauer Vorstadt(inne języki)
  - Oranienburger Straße(inne języki)
  - Nowa Synagoga
  - Postfuhramt(inne języki)
  - Hackesche Höfe(inne języki)
  - Hackescher Markt(inne języki)
  - Volksbühne(inne języki)
  - Große Hamburger Straße – stary cmentarz żydowski
  - Sophienstraße(inne języki) z Sophienkirche
  - Muzeum Historii Naturalnej (Museum für Naturkunde)
  - Hamburger Bahnhof – obecnie muzeum sztuki współczesnej (Museum für Gegenwart)
- Peryferie miasta
  - Mediaspree(inne języki)
  - Molecule Men(inne języki)
  - Oberbaumbrücke
  - East Side Gallery
  - Luisenstädtischer Kanal(inne języki)
  - Sankt-Michaelskirche(inne języki)
  - Viktoriapark(inne języki)

### Zachodnia część centrum
- Großer Tiergarten(inne języki)
  - Siegessäule (pol. „Kolumna Zwycięstwa”)
  - Pałac Bellevue – siedziba prezydentów Niemiec
  - Haus der Kulturen der Welt(inne języki)
  - Carillon
  - Pomnik Żołnierzy Radzieckich (Sowjetisches Ehrenmal)
- Wokół Kurfürstendamm
  - Kościół Pamięci – ewangelicki kościół poświęcony pamięci cesarza Wilhelma I
  - Wasserklops(inne języki)
  - Europa-Center
  - Kranzler-Eck(inne języki)
  - Theater des Westens(inne języki)
  - Ogród Zoologiczny
  - Deutsche Oper Berlin(inne języki)
  - Kaufhaus des Westens
- Targi Berlińskie z Funkturm(inne języki) i Internationales Congress Centrum(inne języki) (ICC)
- Rathaus Charlottenburg(inne języki)
- Pałac Charlottenburg
- Museum Berggruen

### Nowy Berlinwokół Placu Poczdamskiego
- Plac Poczdamski (Potsdamer Platz)
  - Sony Center z Film-Museum(inne języki) i Kaiser-Saal
  - Daimler-Komplex mit Potsdamer-Platz-Arkaden, IMAX Berlin, Musical-Theater (Teatr przy Placu Poczdamskim) i Spielbank
- Kulturforum
  - Berliner Philharmonie i Kammermusiksaal-Bau
  - Neue Nationalgalerie
- Leipziger Platz
- Niemieckie Muzeum Szpiegów
- Museum für Kommunikation(inne języki) (dawniej Postmuseum; położone przy Leipziger Straße/Mauerstraße)
- Park am Gleisdreieck(inne języki)
- Niemieckie Muzeum Techniki
- Tempodrom (z Liquidrom)
- Pomnik Pomordowanych Żydów Europy

### Dzielnica rządowa
- Regierungsviertel
  - Gmach parlamentu Rzeszy – obecnie siedziba Bundestagu
  - Paul-Löbe-Haus
  - Marie-Elisabeth-Lüders-Haus
  - Jakob-Kaiser-Haus
  - Urząd Kanclerza Federalnego
  - Botschaftsviertel przy Tiergarten
  - Berlin Hauptbahnhof

## Poza centrum

### Północ
- Majakowskiring (Pankow), osiedle dostojników NRD
- Pałac Schönhausen (Pankow)
- Bürgerpark(inne języki) (Pankow)
- Humboldt-Schlösschen (Tegel)
- Cmentarz żydowski (Weißensee)
- Schönholzer Heide(inne języki)
- Rathaus Pankow(inne języki)
- Der Weiße See(inne języki) (Weißensee)
- Brotfabrik(inne języki)

### Wschód
- Pałac Biesdorf
- Gründerzeitmuseum Mahlsdorf
- Dorf Marzahn z Bockwindmühle
- Kienberg z parkiem Erholungspark Marzahn i wystawą „Gärten der Welt” na jego terenie
- Tierpark(inne języki) i Schloss Friedrichsfelde(inne języki)
- Treptower Park(inne języki) z Obserwatorium Archenholda i Pomnikiem Żołnierzy Radzieckich
- Altstadt Köpenick z ratuszem
- Schloss Köpenick(inne języki) z Kunstgewerbemuseum, Schlosskirche i Schlossinsel(inne języki)
- Wasserwerk Friedrichshagen(inne języki) (w maszynowni Museum im Wasserwerk) nad jeziorem Müggelsee
- Müggelturm(inne języki) i Teufelssee(inne języki)
- Muzeum Berlin-Karlshorst (Karlshorst)
- Wuhlheide(inne języki), Volkspark i Freizeit- oraz Erholungszentrum (FEZ) z kolejką Berliner Parkeisenbahn(inne języki)
- Forschungs- i Gedenkstätte Normannenstraße – dawniej Stasi
- Miejsce Pamięci w Alt-Hohenschönhausen (dawne więzienie Stasi)
- Muzeum Stasi

### Południe
- Lotnisko Tempelhof z Luftbrückendenkmal(inne języki)
- Hufeisensiedlung
- Gropiusstadt
- Britzer Garten
- Planetarium(inne języki) na wzgórzu Insulaner(inne języki)
- Wilhelm-Foerster-Sternwarte(inne języki)
- Askania Uhrenmanufaktur

### Południowy zachód
- Berliński Ogród Botaniczny (Steglitz)
- Jezioro Großer Wannsee
- Lilienthal-Denkmal (Lichterfelde)
- Villenkolonie (Lichterfelde-West)
- Pałacyk myśliwski Grunewald
- Grunewaldturm przy Havelchaussee(inne języki)
- Pomnik Jaksy z Kopanicy (Schildhorn)
- Flensburger Löwe(inne języki)
- Pałacyk myśliwski Glienicke
- Schlosspark Glienicke(inne języki) z Glienicker Brücke
- Pawia Wyspa
- Museumsdorf Düppel(inne języki)
- Philologische Bibliothek(inne języki) przy Wolnym Uniwersytecie Berlina (Dahlem)
- Kaisereiche
- Bierpinsel(inne języki)

### Zachód
- Olympiagelände(inne języki) (dawniej Reichssportfeld), wraz ze Stadionem Olimpijskim, Glockenturm(inne języki), Maifeld, Waldbühne i Sportforum(inne języki)
- Spandau – stare miasto z kościołem i ratuszem
- Cytadela Spandau